# Даријен
Даријен је источна провинција у Панами. Има високе просјечне температуре, велику влагу и ретко је посељена.
Даријен је и једна међу првих провинција коју су освојили конкистадори. Откривена је 1501. а Кристифор Колумбо прође поред Даријена у четвртом путу у Нови свет. Ту је 1510. установљена и прва шпанска колонија, звана Санта Марија ла Антигва дел Даријен, али је насеобина напуштена. Одавде је 1513. пошао на експедицију и откриће Пацифика истраживач Васко Нуњез де Балбоа. Насељеници напуштене Санта Марије подигли су 1519. град Панама.
Насилно освајање конкистадора и лоше поступање према локалним Индијанцима у Даријену били су повод Вартоломеју де лас Касасу и Фернанду Овиједу, да су о томе написали књигу, где су позивали на заштиту аутохтоног становништва.
1698. Даријен су неуспешно покушали колонизовати Шкоти. Колонизацију су пробали и Французи.
Данас је престоница провинције Даријен Ла Палма у заливу Сан Мигуел.
8° 24′ 30″ N 77° 54′ 54″ W / 8.40833° С; 77.91500° З